# Phosphorène

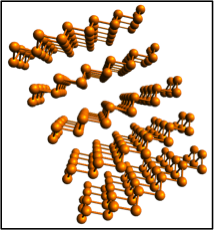
Représentation schématique de la structure du phosphore noir, constitué d'une superposition de feuillets de phosphorène.

Le phosphorène est un allotrope du phosphore qui se présente comme un matériau bidimensionnel. Il peut être vu comme un feuillet atomique de phosphore noir, de la même façon que le graphène est un feuillet atomique de graphite. Contrairement à ce dernier, le phosphorène possède une bande interdite de largeur semblable à celle des semiconducteurs usuels. Il a été produit pour la première fois en 2014 par exfoliation mécanique,,.

## Structure

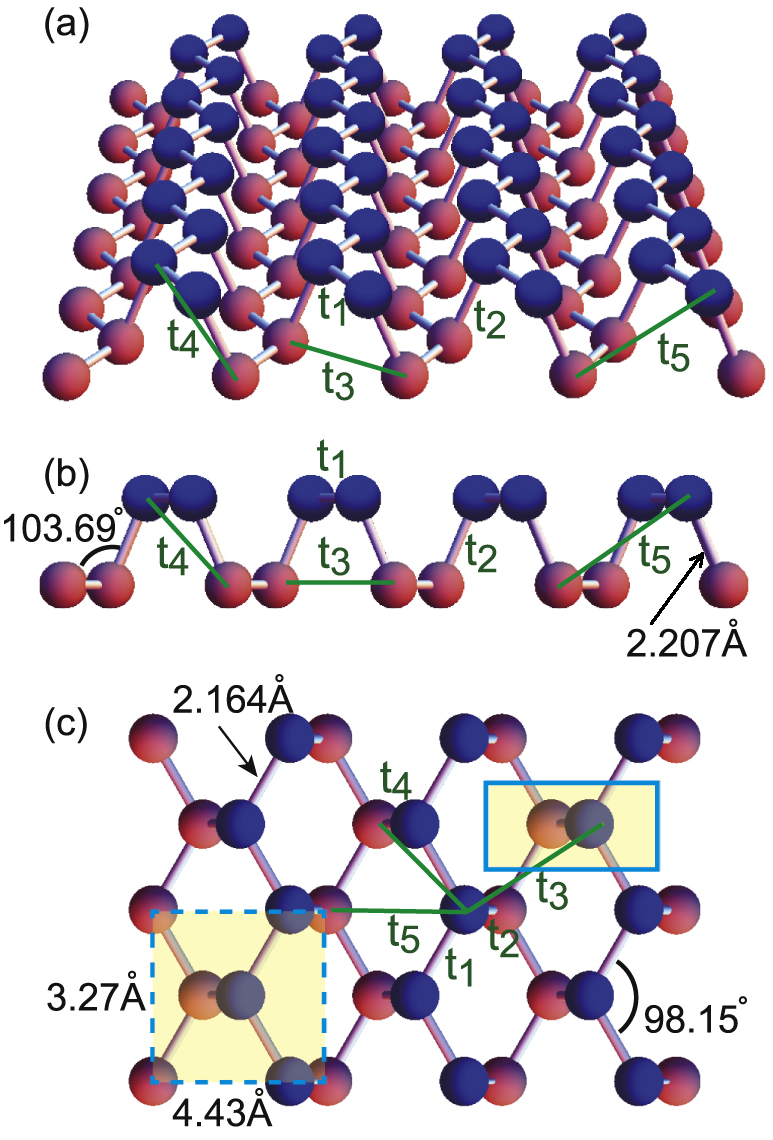
Structure du phosphorène : (a) vue en perspective, (b) vue latérale, et (c) vue de dessus. Les atomes de la face inférieure du feuillet de phosphorène sont en rouge et ceux de la face supérieure en bleu. Les valeurs numériques sont issues de la littérature.

Le phosphorène est une couche mince formée d'un petit nombre de feuillets de phosphore noir liés entre eux par des forces de van der Waals ou par des liaisons ioniques et non par des liaisons covalentes. Les atomes de phosphore possèdent cinq électrons sur des orbitales 3p, susceptibles de former une hybridation sp3 au sein de la structure du phosphorène. Les feuillets de phosphorène présentent une structure pyramidale quadrangulaire car trois électrons des atomes de phosphore se lient à trois autres atomes de phosphore avec des liaisons covalentes de 218 pm en laissant un doublet non liant. Deux des atomes de phosphore sont dans le plan du feuillet à 99° l'un de l'autre tandis que le troisième est situé entre les feuillets à 103°, formant un angle moyen de 102°.
La théorie de la fonctionnelle de la densité (DFT) conduit à modéliser la structure du phosphorène comme un nid d'abeilles non plan dont la structure tridimensionnelle comporte des arêtes. Les calculs montrent que la structure cristalline du phosphore noir peut être étudiée sous pression. Cela provient du fait que la compressibilité du phosphore noir est anisotrope en raison de sa structure cristalline asymétrique : les forces de van des Waals peuvent être fortement compressées dans la direction z, orthogonale à celle des feuillets de phosphorène.

## Propriétés

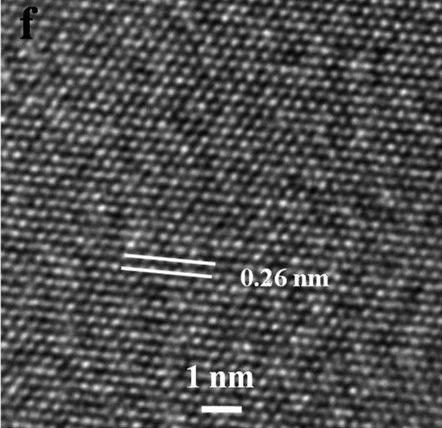
MET d'un feuillet de phosphorène noir.

Le phosphorène est un semiconducteur à gap direct. La largeur de sa bande interdite dépend de l'épaisseur de la couche de phosphorène : de 1,88 eV pour un seul fauillet à 0,3 eV pour le phosphore noir massif. On pense que l'élargissement de la bande interdite dans les couches d'épaisseur monoatomiques par rapport au matériau massif provient de l'absence d'hybridation entre les feuillets, la structure de bandes étant différente dans le matériau massif et dans le phosphorène en feuillet unique, comme le suggère l'observation d'un pic à 1,45 eV.
Dans le vide ou sur un substrat à faible cohésion, les bords des feuillets de phosphorène forment très facilement des structures en nanotubes ; ces derniers présentent des propriétés de semiconducteurs, tandis que ces bords sont métalliques en l'absence de telles structures.
L'un des inconvénients majeurs du phosphorène est son instabilité lorsqu'il est exposé à l'air libre,,, ce qui implique de développer des techniques de passivation dès lors qu'on souhaite réaliser des composants à base de ce matériau,,. Formé de phosphore hygroscopique et doté d'un rapport surface sur volume extrêmement élevé, le phosphorène réagit avec la vapeur d'eau et avec l'oxygène en présence de lumière visible, et se dégrade ainsi en quelques heures. Au cours de ce processus, il se forme une phase liquide acide qui donne des « bulles » sur les surfaces avant de s'évaporer (on parle de dégradation S-B-V, pour « solide-bulles-vapeur »), ce qui dégrade fortement les qualités générales du matériau.

## Fabrication
La production du phosphorène est une opération difficile. Il existe plusieurs méthodes de fabrication, comme le microclivage à l'aide de ruban adhésif, l'exfoliation en phase liquide, et la gravure au plasma.

### Microclivage par ruban adhésif

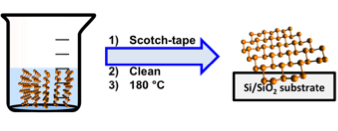
Microclivage par ruban adhésif.

Avec la technique du microclivage assisté par ruban adhésif, le phosphorène est exfolié mécaniquement à partir de phosphore noir massif en utilisant par exemple du scotch. Le phosphorène est ensuite transféré sur un substrat Si / SiO2, sur lequel il est nettoyé à l'acétone CH3COCH3, à l'isopropanol CH3CHOHCH3 et au méthanol CH3OH pour éliminer les résidus de ruban adhésif, et est enfin chauffé à 180 °C pour éliminer les traces de solvant.

### Exfoliation en phase liquide

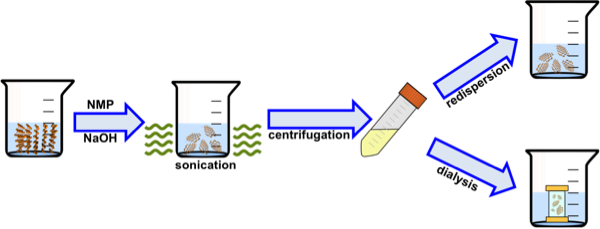
Exfoliation en phase liquide.

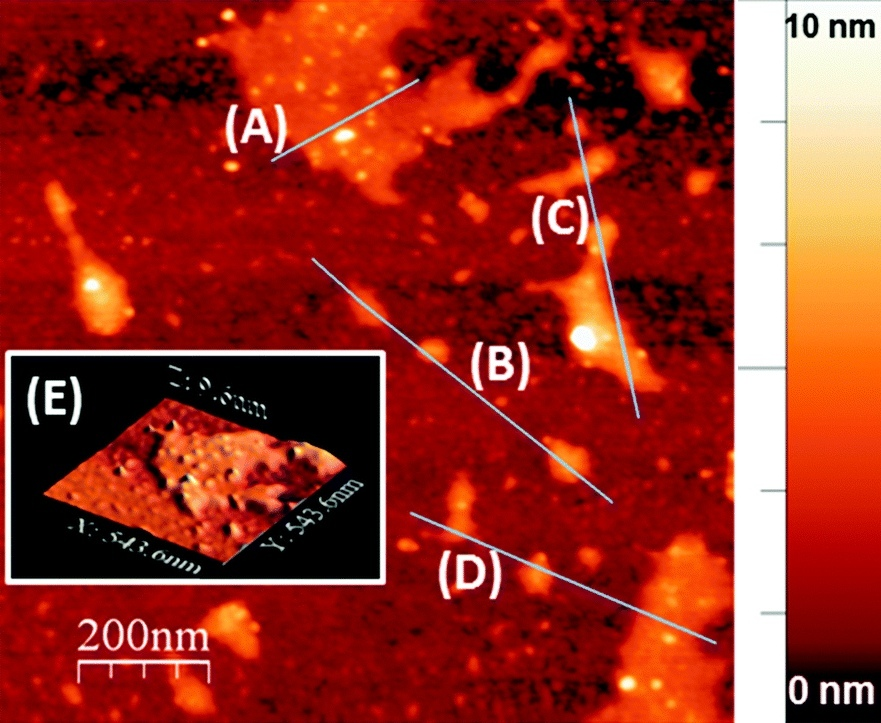
MFA d'une couche mince de quelques feuillets de phosphorène obtenue par exfoliation ultrasonique de phosphore noir dans la N-méthyl-2-pyrrolidone et enduction centrifuge sur substrat /Si.

L'exfoliation en phase liquide est une technique publiée par Brent et al. en 2014 et modifiée par d'autres équipes. Le phosphore noir est tout d'abord moulu à l'aide d'un pilon dans un mortier puis traité par sonication basse énergie dans un solvant organique désoxygéné anhydre comme la N-méthyl-2-pyrrolidone (NMP) sous atmosphère inerte. Le phosphore noir en suspension est ensuite centrifugé pendant une trentaine de minutes afin de filtrer les résidus non exfoliés, ce qui ne laisse, protégés de l'oxydation, que des couches formées d'un à quelques feuillets de phosphorène.
Dans une variante de ce procédé, le phosphore noir massif est plongé dans une solution de NaOH/NMP puis traité par sonication pendant quatre heures pour assurer l'exfoliation en phase liquide. La solution est ensuite centrifugée deux fois : une première fois pendant dix minutes pour séparer le phosphorène du phosphore noir non exfolié, puis une seconde fois pendant vingt minutes à plus grande vitesse de rotation pour séparer du NMP les couches épaisses de phosphorène (cinq à douze feuillets d'épaisseur). Le résidu qui surnage est centrifugé à nouveau à vitesse élevée pendant une vingtaine de minutes pour séparer les couches plus fines (un à sept feuillets d'épaisseur). Le précipité de centrifugation est redispersé dans l'eau et nettoyé plusieurs fois dans l'eau désionisée. Des gouttes de cette solution sont alors étalées sur du silicium revêtu d'une couche de 280 nm de dioxyde de silicium SiO2, le tout étant ensuite séché sous vide. Cette technique permet de produire, avec un bon rendement, des couches de quelques feuillets de phosphorène de taille et d'épaisseur contrôlées.
Plusieurs équipes ont pu produire du phosphorène avec de bons rendements par exfoliation dans des solvants, mais la réalisation de composants électroniques à base de phosphorène implique de pouvoir également maîtriser l'application de ce matériau sur les substrats souhaités. Kaur et al. ont montré la faisabilité de l'application de couches semiconductrices de quelques feuillets de phosphorène par assemblage de Langmuir-Blodgett (en).
La croissance de couches de phosphorène par épitaxie directe demeure technologiquement hors d'atteinte en raison de la difficulté à stabiliser de telles couches sur les substrats.

## Phosphorène noir et phosphorène bleu
Le phosphorène noir et le phosphorène bleu sont deux allotropes distincts du phosphorène, chacun présentant des propriétés structurelles et électroniques uniques.

### Phosphorène noir
Le phosphorène noir est un matériau en couches constitué d'une ou plusieurs couches d'atomes de phosphore disposés dans une structure en forme de vagues (ZigZag). Il ressemble au graphène par sa forme bidimensionnelle, mais montre une anisotropie significative due à sa nature stratifiée. Le phosphorène noir possède un gap direct qui peut être ajusté en fonction du nombre de couches, ce qui le rend adapté à diverses applications électroniques, telles que les transistors et les photodétecteurs. Sa mobilité élevée et sa flexibilité contribuent également à son potentiel dans les dispositifs optoélectroniques. Le matériau présente des propriétés prometteuses pour des applications dans les capteurs, le stockage d'énergie et même les dispositifs thermoélectriques.

### Phosphorène bleu
Le phosphorène bleu, quant à lui est caractérisé par un arrangement en couches par rapport au phosphorène noir. Comme ce dernier, le phosphorène bleu affiche des propriétés électroniques intéressantes, y compris un gap modifiable (0,8eV - 2eV). Cependant, ses caractéristiques électroniques spécifiques diffèrent en fonction du nombre de couche, offrant potentiellement des avantages distincts pour certaines applications. Des recherches indiquent que le phosphorène bleu pourrait montrer une meilleure stabilité dans des conditions ambiantes par rapport au phosphorène noir, ce qui en fait une option attrayante pour un usage pratique dans les dispositifs.

### Applications et potentiel
Le phosphorène noir et le phosphorène bleu sont actuellement à l'étude pour une large gamme d'applications électroniques, notamment les transistors, les photodétecteurs et d'autres dispositifs nanoélectroniques. Leurs propriétés uniques ouvrent également des perspectives dans des domaines tels que le stockage d'énergie, où ils pourraient servir de matériaux efficaces pour les batteries et les supercondensateurs. La recherche continue sur ces allotropes vise à exploiter pleinement leurs capacités et à explorer de nouvelles avancées technologiques en science des matériaux.

## Applications

### Transistors
Des transistors en phosphorène ont été réalisés afin d'en étudier les performances dans des composants réels. Ces transistors consistent en un canal de 1,0 μm utilisant quelques feuillets de phosphorène avec une épaisseur de 2,1 nm à plus de 20 nm. La résistance totale décroît avec le voltage appliqué sur la grille, ce qui indique que le phosphorène est un semiconducteur de type p. Le fait que la caractéristique courant-tension de ces transistors soit linéaire lorsque la tension appliquée sur le drain est faible indique que le contact métal/phosphorène a de bonnes propriétés électriques. La mobilité des porteurs de charge est plus faible dans les couches minces de phosphorène par rapport au phosphore noir massif, avec un pic aux alentours de 5 nm.
L'Atomic Layer Deposition de diélectriques ou de polymère hydrophobe permet d'encapsuler les couches de phosphorène afin d'en prévenir la dégradation au contact de l'air. Ces composants peuvent préserver leurs propriétés électroniques pendant plusieurs semaines dans ces conditions, alors que ces propriétés se dégradent en quelques jours en l'absence de passivation,,,,.

### Onduleurs
Il est également possible de réaliser un onduleur CMOS en combinant un transistor PMOS en phosphorène avec un transistor NMOS en disulfure de molybdène MoS2 à travers une intégration hétérogène utilisant le phosphorène comme matériau de canal p. Dans l'onduleur, la tension d'alimentation VDD est de 1 V ; la tension de sortie présente une transition claire de VDD à 0 V dans l'intervalle de tensions d'entrée de −10 V à 2 V. Le gain maximum dans ce genre de configuration est de l'ordre de 1,4.

### Matériau optoélectronique
L'utilisation de phosphorène pour réaliser des cellules photovoltaïques fait également l'objet de recherches, par exemple avec des architectures MoS2/phosphorène en bicouche AA et AB (arrangement des feuillets de phosphorène avec leur atomes alignés verticalement pour AA, ou alternativement alignés avec le centre des hexagones pour AB). Cette configuration conduit à une largeur de bande interdite de 0,78 eV à 1,04 eV, qui peut être réduit par application d'un champ électrique vertical, par exemple jusqu'à 0,56 eV avec un champ de 0,5 V·Å-1.

### Matériau semiconducteur souple

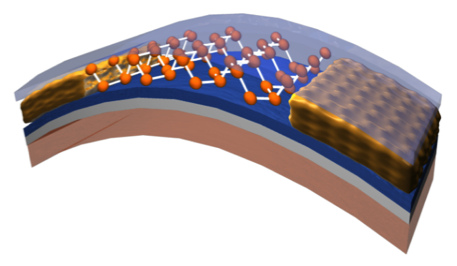
Transistor souple à couche active en phosphorène encapsulé dans un diélectrique hydrophone.

En raison de sa nature de matériau bidimensionnel, le phosphorène est un bon candidat pour réaliser des composants électroniques flexibles en matériaux souples, dans la mesure où il présente également de bonnes propriétés électrostatiques. On a ainsi pu réaliser des transistors, des démodulateurs AM et d'autres composants flexibles à base de couches formées de quelques feuillets de phosphorène, qui présentent une mobilité des porteurs de charge élevée à température ambiante et un fort courant de saturation. Parmi les circuits souples en phosphorène qui ont été réalisés, on peut relever un inverseur logique (Fonction NON), un amplificateur et un doubleur de fréquence, ainsi que des transistors RF avec une fréquence de coupure de 20 GHz.